# Historia del uniforme del Bayern de Múnich
La historia del uniforme del Bayern Múnich en realidad es bastante caótica, tanto así que la combinación actual de colores del club no estaba en los planes originales al momento de su fundación.
El Bayern es el principal asociado publicitario, y el titular actual de los derechos de la camiseta es Deutsche Telekom. El proveedor principal del club es Adidas. En los años anteriores los derechos de la camiseta fueron sostenidos por Adidas (1974-78), Magirus Deutz e Iveco (1978-84), Commodore (1984-89) y Opel (1989-2002).

## Historia y evolución
| Período   | Proveedor          | Patrocinador (pecho) | Patrocinador (manga)      |
| --------- | ------------------ | -------------------- | ------------------------- |
| 1964-1971 | Palme Trikotfabrik | Ninguno              | Ninguno                   |
| 1971-1974 | Erima              | Ninguno              | Ninguno                   |
| 1974-1978 | Adidas             | Adidas               | Ninguno                   |
| 1978-1981 | Adidas             | Magirus Deutz        | Ninguno                   |
| 1981-1984 | Adidas             | Iveco Magirus        | Ninguno                   |
| 1984-1989 | Adidas             | Commodore            | Ninguno                   |
| 1989-1990 | Adidas             | Opel                 | Ninguno                   |
| 1991-2002 | Adidas             | Opel                 | Ninguno                   |
| 2002-act. | Adidas             | Deutsche Telekom     | Hamad Airport (2017-2018) |
| 2002-act. | Adidas             | Deutsche Telekom     | Qatar Airways (2018-2023) |

«Bayern» significa Baviera, y en los estatutos del club se encomendó que se utilizaran los colores de la bandera de Baviera, una combinación de rombos azules y blancos. Es por ello que los fundadores del club establecieron el uso de dichos colores en el emblema del club, así que decidieron utilizar camisetas blancas y los pantalones cortos azules. El único problema es que era imposible comprar pantalones cortos azules durante la década de 1900, por lo tanto, el Bayern se vio obligado a usar pantalones cortos negros, a los cuales llamaban «azul marino».
En los primeros años del fútbol alemán, era muy común que los clubes de fútbol se fusionaran, con esto reducían los costes del club y se aseguraba la supervivencia de las entidades. El caso del Bayern no fue diferente, y en 1906 se fusionaron con el Münchner Sportclub, no obstante ambas entidades tuvieron que ponerse de acuerdo en cuanto al tema de la identidad del club. El Bayern logró que el nombre, el escudo del club, y la camiseta blanca se mantuvieran, sin embargo, debieron utilizar pantalones cortos de color rojo oscuro. Dichos colores eran los del Münchner Sportclub.
Años más tarde, consiguieron el apodo de Die Rothosen («Los pantalones cortos rojos»), el cual no precisamente era un cumplido. El Bayern fue objeto de burlas por jugadores y directivos de clubes rivales, los cuales incluían chistes acerca de que los jugadores del club mestruaban. Estos se detuvieron cuando los bávaros sacrificaron su camiseta blanca, símbolo de su identidad, para vestir una roja y así finalmente vestir un uniforme completamente rojo, por el cual fueron apodados Die Rothen («Los rojos»). No obstante, el Bayern decididiría jugar con los colores de su equipación, llegando a incluir rayas verticales de color azul o blanco.
En última instancia el Bayern cambio de un marrón rojizo a un tono básico de rojo y puso fin a la búsqueda de un aspecto coherente de una vez por todas. Esto no significó que el aspecto del uniforme no cambiara en años posteriores, solo que esta vez fueron únicamente pequeños ajustes.
Cuando el rojo se convirtió en el color primario, el color blanco se utilizó para los uniformes de visitante. Ha habido un par de temporadas donde los jugadores del Bayern vestían de color amarillo u oro, pero estos colores iban y venían, mientras que el blanco se mantuvo. En los 80 y 90, el Bayern usó un conjunto especial de visitante al jugar contra Kaiserslautern. Estos colores eran el equivalente a los colores de la selección de fútbol de Brasil. El motivo era una superstición producida por el hecho de que al club le costaba ganar allí. Por alguna razón, a los directivos del club les parecía una decisión sensata.
Para la temporada 1989-90, volvieron a utilizar un uniforme amarillo, y entre 1993 y 1995, lo utilizaron de nuevo. Pues bien, en el corto plazo la camiseta no ayudó demasiado. El Bayern recibió un contundente 0:4 mientras utilizaba su uniforme especial, aquel que rompió la maldición de Betzenberg.
A continuación, nació el uniforme alternativo para competencias internacionales. En la temporada 1998-99, el Bayern llegó a la final de la Liga de Campeones con un uniforme color plata el cual usó exclusivamente para este torneo. Hoy en día, el Bayern saca una equipación negra para cada temporada de la Liga de Campeones.
Durante la temporada 2016-17, el Bayern vistió una camiseta hecha con plástico reciclado de desechos encontrados en las costas de las Maldivas, en el Océano Índico. La equipación fue hecha por iniciativa de la organización Parley for the Oceans para crear conciencia sobre la contaminación que están recibiendo los océanos del mundo y de la urgente necesidad por crear planes de reciclaje para su erradicación. La equipación se usó una vez, el 5 de noviembre de 2016 ante el Hoffenheim.

## Evolución cronológica

### Titular
| 1900-06 | 1906-64 | 1965-67   | 1967-68 | 1968-69 | 1969-70 | 1970-71 | 1971-73 |
| 1973-74 | 1974-77 | 1977-78   | 1978-85 | 1985-86 | 1989-91 | 1991-93 | 1993-95 |
| 1995-97 | 1997-99 | 1999-2001 | 2001-03 | 2003-05 | 2005-06 | 2005-06 | 2006-07 |
| 2007-09 | 2009-10 | 2010-11   | 2011-13 | 2013-14 | 2014-15 | 2015-16 | 2016-17 |
| 2017-18 | 2018-19 | 2019-20   | 2020-21 | 2021-22 | 2022-23 | 2023-24 | 2024-25 |
| 2025-26 |         |           |         |         |         |         |         |

### Alternativo
| 1900-64   | 1965-68 | 1968-69 | 1969-70 | 1970-71 | 1971-73 | 1973-74 | 1974-78 |
| 1978-85   | 1985-86 | 1986-89 | 1989-90 | 1990-91 | 1991-93 | 1993-96 | 1996-98 |
| 1998-2000 | 2000-02 | 2002-04 | 2004-06 | 2006-08 | 2008-10 | 2010-12 | 2012-13 |
| 2013-14   | 2014-15 | 2015-16 | 2016-17 | 2017-18 | 2018-19 | 2018-19 | 2019-20 |
| 2020-21   | 2021-22 | 2022-23 | 2023-24 | 2024-25 | 2025-26 |         |         |

### Tercero
| 1968-71 | 1969-71 | 1971-72 | 1971-73 | 1972-73 | 1975-76 | 1976 | 1979-80 |
| 1982    | 1982-83 | 1983-84 | 1983    | 1984-85 | 1985-86 | 1985 | 1986    |

| 1987-88 | 1988-90   | 1988-89 | 1990    | 1990    | 1990      | 1990    | 1990-91 |
| 1990-91 | 1994-1995 | 1995-96 | 1996-97 | 1997-98 | 1998-2000 | 2000-02 | 2002-04 |
| 2002    | 2003      | 2003-04 | 2004-06 | 2005-06 | 2005      | 2006-07 | 2007-08 |
| 2008-09 | 2009-10   | 2010-11 | 2011-12 | 2012-13 | 2013-14   | 2014-15 | 2015-16 |
| 2016-17 | 2017-18   | 2018-19 | 2019-20 | 2020    | 2020-21   | 2021    | 2021-22 |
| 2021    | 2022-23   | 2022    | 2022    | 2023-24 | 2023      | 2024-25 | 2024    |
| 2025    | 2025-26   |         |         |         |           |         |         |

|  | 1969-72 (Maier) | 1973-80 | 1979-82 | 1980-82 | 1980-82 | 1980-82 | 1981-82 | 1982-84 |

| 1982-84 | 1984-86 | 1984-86 | 1986-89 | 1986-89 | 1990-91 | 1990-91 | 1991-92 |

| 1991-92 | 1992-93 | 1992-93 | 1993-94 | 1993-94 | 1994-96 | 1994-96 | 1996-97 |

| 1996-97 | 1996-98 (Kahn) | 1997-98 (Kahn) | 1997-98 (Kahn) | 1997-98 | 1º 1998-00 (Kahn) | 1998-99 (Kahn) | 1998-99 (Dreher) |

| 1998-99 (Scheuer) | 1º 1999-00 (Dreher) | 2º 1999-00 (Dreher) | 1º 2000-01 (Kahn) | 2º 2000-02 (Kahn) | 1º 2000-01 (Dreher) | 2º 2000-01 (Dreher) | 2001-03 (Kahn) |

| 2001-03 | 2002-04 (Kahn) | 2002-04 | 2003-04 (Kahn) | 1° 2003-04 (Rensing) | 2° 2003-04 (Rensing) | 1º 2004-05 (Kahn) | 2004-06 |

| 2004-06 | 2005-06 (Kahn) | 1° 2005-06 (Rensing) | 2° 2005-07 (Rensing) | 1° (2006-07) | 2° (2006-07) | 3° (2006-07) | 1° (2007-08) (Kahn) |

| 2° (2007-08) | 3° (2007-08) | 4° (2007-08) | 1° (2008-09) | 2° (2008-09) | 3° (2008-09) | 4° (2008-09) (Kahn) | 1° (2009-10) |

| 2° (2009-10) | 3° (2009-10) | 4° (2009-10) | 1° (2010-11) | 2° (2010-11) | 3° (2010-11) | 4° (2010-11) | 1° (2011-12) |

| 2° (2011-12) | 3° (2011-12) | 1° (2012-13) | 2° (2012-13) | 3° (2012-13) | 4° (2012-13) (Neuer) | 1° (2013-14) | 2° (2013-14) (Neuer) |

| 3° (2013-14) | 4° (2013-14) | 1° (2014-15) | 2° (2014-15) | 3° (2014-15) (Neuer) | 4° (2014-15) | 1° (2015-16) | 2° (2015-16) (Neuer) |

| 3° (2015-16) | 4° (2015-16) | 1° (2016-17) | 2° (2016-17) | 3° (2016-17) | 1° (2017-18) | 2° (2017-18) | 3° (2017-18) |

| 4° (2017-18) (Starke) | 1° (2018-19) | 2° (2018-19) | 3° (2018-19) | 4° (2018-19) (Neuer) | 5° (2018-19) (Neuer) | 1° (2019-20) | 2° (2019-20) |

| 3° (2019-20) | 4° (2019-20) | 1° (2020-21) | 2° (2020-21) | 3° (2020-21) | 4° (2020-21) | 1° (2021-22) | 2° (2021-22) |

| 3° (2021-22) | 1° (2022-23) | 2° (2022-23) | 3° (2022-23) | 1° (2023-24) | 2° (2023-24) | 3° (2023-24) | 4° (2023-24) |

| 1° (2024-25) | 2° (2024-25) | 3° (2024-25) | 4° (2024-25) | 5° (2024-25) | 6° (2024-25) |

| 1° (2010-11) | 2° (2010-11) | 3° (2010-11)         | 1° (2012-13)                   | 2° (2012-13)         | 3° (2012-13) | 1° (2014-15)         | 2° (2014-15)         |
| 1° (2018-19) | 2° (2018-19) | 1° (2019-20)         | 2° (2019-20)                   | C. Técnico (2019-20) | 1° (2020-21) | 2° (2020-21)         | C. Técnico (2020-21) |
| 1º (2021-22) | 2º (2021-22) | C. Técnico (2021-22) | 1º Liga de Campeones (2021-22) | 1º (2022-23)         | 2º (2022-23) | C. Técnico (2022-23) | 1º (2023-24)         |
| 2º (2023-24) | 3º (2023-24) |                      |                                |                      |              |                      |                      |

| 1° (2010-11) | 2° (2010-11) | 3° (2010-11)         | 1° (2012-13)                   | 2° (2012-13)         | 3° (2012-13) | 1° (2014-15)         | 2° (2014-15)         |
| 1° (2018-19) | 2° (2018-19) | 1° (2019-20)         | 2° (2019-20)                   | C. Técnico (2019-20) | 1° (2020-21) | 2° (2020-21)         | C. Técnico (2020-21) |
| 1º (2021-22) | 2º (2021-22) | C. Técnico (2021-22) | 1º Liga de Campeones (2021-22) | 1º (2022-23)         | 2º (2022-23) | C. Técnico (2022-23) | 1º (2023-24)         |
| 2º (2023-24) | 3º (2023-24) |                      |                                |                      |              |                      |                      |

|  | 1969-72 (Maier) | 1973-80 | 1979-82 | 1980-82 | 1980-82 | 1980-82 | 1981-82 | 1982-84 |

| 1982-84 | 1984-86 | 1984-86 | 1986-89 | 1986-89 | 1990-91 | 1990-91 | 1991-92 |

| 1991-92 | 1992-93 | 1992-93 | 1993-94 | 1993-94 | 1994-96 | 1994-96 | 1996-97 |

| 1996-97 | 1996-98 (Kahn) | 1997-98 (Kahn) | 1997-98 (Kahn) | 1997-98 | 1º 1998-00 (Kahn) | 1998-99 (Kahn) | 1998-99 (Dreher) |

| 1998-99 (Scheuer) | 1º 1999-00 (Dreher) | 2º 1999-00 (Dreher) | 1º 2000-01 (Kahn) | 2º 2000-02 (Kahn) | 1º 2000-01 (Dreher) | 2º 2000-01 (Dreher) | 2001-03 (Kahn) |

| 2001-03 | 2002-04 (Kahn) | 2002-04 | 2003-04 (Kahn) | 1° 2003-04 (Rensing) | 2° 2003-04 (Rensing) | 1º 2004-05 (Kahn) | 2004-06 |

| 2004-06 | 2005-06 (Kahn) | 1° 2005-06 (Rensing) | 2° 2005-07 (Rensing) | 1° (2006-07) | 2° (2006-07) | 3° (2006-07) | 1° (2007-08) (Kahn) |

| 2° (2007-08) | 3° (2007-08) | 4° (2007-08) | 1° (2008-09) | 2° (2008-09) | 3° (2008-09) | 4° (2008-09) (Kahn) | 1° (2009-10) |

| 2° (2009-10) | 3° (2009-10) | 4° (2009-10) | 1° (2010-11) | 2° (2010-11) | 3° (2010-11) | 4° (2010-11) | 1° (2011-12) |

| 2° (2011-12) | 3° (2011-12) | 1° (2012-13) | 2° (2012-13) | 3° (2012-13) | 4° (2012-13) (Neuer) | 1° (2013-14) | 2° (2013-14) (Neuer) |

| 3° (2013-14) | 4° (2013-14) | 1° (2014-15) | 2° (2014-15) | 3° (2014-15) (Neuer) | 4° (2014-15) | 1° (2015-16) | 2° (2015-16) (Neuer) |

| 3° (2015-16) | 4° (2015-16) | 1° (2016-17) | 2° (2016-17) | 3° (2016-17) | 1° (2017-18) | 2° (2017-18) | 3° (2017-18) |

| 4° (2017-18) (Starke) | 1° (2018-19) | 2° (2018-19) | 3° (2018-19) | 4° (2018-19) (Neuer) | 5° (2018-19) (Neuer) | 1° (2019-20) | 2° (2019-20) |

| 3° (2019-20) | 4° (2019-20) | 1° (2020-21) | 2° (2020-21) | 3° (2020-21) | 4° (2020-21) | 1° (2021-22) | 2° (2021-22) |

| 3° (2021-22) | 1° (2022-23) | 2° (2022-23) | 3° (2022-23) | 1° (2023-24) | 2° (2023-24) | 3° (2023-24) | 4° (2023-24) |

| 1° (2024-25) | 2° (2024-25) | 3° (2024-25) | 4° (2024-25) | 5° (2024-25) | 6° (2024-25) |

| 1° (2010-11) | 2° (2010-11) | 3° (2010-11)         | 1° (2012-13)                   | 2° (2012-13)         | 3° (2012-13) | 1° (2014-15)         | 2° (2014-15)         |
| 1° (2018-19) | 2° (2018-19) | 1° (2019-20)         | 2° (2019-20)                   | C. Técnico (2019-20) | 1° (2020-21) | 2° (2020-21)         | C. Técnico (2020-21) |
| 1º (2021-22) | 2º (2021-22) | C. Técnico (2021-22) | 1º Liga de Campeones (2021-22) | 1º (2022-23)         | 2º (2022-23) | C. Técnico (2022-23) | 1º (2023-24)         |
| 2º (2023-24) | 3º (2023-24) |                      |                                |                      |              |                      |                      |

| 1° (2010-11) | 2° (2010-11) | 3° (2010-11)         | 1° (2012-13)                   | 2° (2012-13)         | 3° (2012-13) | 1° (2014-15)         | 2° (2014-15)         |
| 1° (2018-19) | 2° (2018-19) | 1° (2019-20)         | 2° (2019-20)                   | C. Técnico (2019-20) | 1° (2020-21) | 2° (2020-21)         | C. Técnico (2020-21) |
| 1º (2021-22) | 2º (2021-22) | C. Técnico (2021-22) | 1º Liga de Campeones (2021-22) | 1º (2022-23)         | 2º (2022-23) | C. Técnico (2022-23) | 1º (2023-24)         |
| 2º (2023-24) | 3º (2023-24) |                      |                                |                      |              |                      |                      |